# Marcelo Nilo
José Marcelo do Nascimento Nilo (Antas, 26 de abril de 1955) é um engenheiro e político brasileiro, exercendo atualmente o cargo de Deputado Federal pelo estado da Bahia. É filiado ao Republicanos desde 2022. É engenheiro civil formado pela Universidade Federal da Bahia (UFBA) desde 1979 e construiu uma sólida carreira na área, até que assumiu a presidência da Empresa Baiana de Águas e Saneamento (EMBASA) e descobriu sua vocação política.
Deputado estadual da Bahia por 28 anos e durante 10 anos consecutivos presidente da Assembleia Legislativa da Bahia.

## Carreira Política
Marcelo Nilo começou sua carreira política, como chefe de gabinete da prefeitura de Antas, em 1985, quando então, descobriu sua vocação para a vida pública. Em 1987 assumiu a presidência da Embasa, empresa na qual entrou como estagiário.
Em 1990 foi eleito para o seu primeiro mandato de Deputado Estadual pela Bahia, função que exerceu por 7 mandatos consecutivos. Como deputado integrou todas as comissões técnicas da Assembleia e se destacou como um dos parlamentares mais presentes. Esta atuação política o elevou à condição de um dos líderes das oposições ao Carlismo no Legislativo por 16 anos e com a vitória de Jaques Wagner, foi eleito para o cargo de presidente da Assembleia Legislativa da Bahia em 2007.
É o único Deputado Estadual do Brasil a exercer o cargo de presidente de Assembleia Legislativa por 10 anos consecutivos, em 5 mandatos. Esteve trabalhando como chefe do legislativo ao lado de dois governadores baianos, durante os dois mandatos do governador Jaques Wagner e por dois anos do primeira mandato do governador Rui Costa.
Depois de 28 anos como deputado estadual, em 2018 foi eleito Deputado Federal pelo estado da Bahia.